# Giro de Italia 2017
La 100.ª edición del Giro de Italia fue una carrera de ciclismo en ruta por etapas que se celebró entre el 5 y el 28 de mayo de 2017 en Italia sobre un recorrido de 3614,1 kilómetros con inicio en la ciudad de Alguer situada en la provincia de Sassari en el noroeste de la isla de Cerdeña, y final con una Contrarreloj individual en el área metropolitana de Milán.
El Giro de Italia conmemoró su centenario con una edición muy especial donde hubo mucha emoción hasta el final. Con 3614,1 kilómetros de recorrido dividido en dos contrarreloj individuales, seis etapas para velocistas, ocho etapas de media montaña y cinco etapas de alta montaña. Un Giro en el que el corredor que subió a lo más alto del podio de Milán como el campeón ha quedado para siempre en la leyenda del ciclismo.
La carrera formó parte del UCI WorldTour 2017, siendo la vigésima primera competición del calendario de máxima categoría mundial.
La carrera fue ganada por el corredor neerlandés Tom Dumoulin del equipo Team Sunweb en la última etapa, una contrarreloj individual de 29,3 kilómetros llanos logrando una ventaja de 31 segundos más de los que necesitaba para convertirse, a los 26 años, en el primer neerlandés que gana la corsa rosa, justo el año que cumplía su centésima edición. En segundo lugar ha sido para el corredor colombiano Nairo Quintana (Movistar Team) y en tercer lugar el ciclista local Vincenzo Nibali  (Bahrain-Merida).

## Equipos participantes
Tomaron parte en la carrera 22 equipos: 18 de categoría UCI WorldTour 2017 invitados por la organización; 4 de categoría Profesional Continental. Formando así un pelotón de 198 ciclistas de los que acabaron 161. Los equipos participantes fueron:
| WorldTeams (18)- AG2R La Mondiale - Astana - Bahrain-Merida - BMC Racing Team - Bora-Hansgrohe - Cannondale-Drapac - Dimension Data - FDJ - Katusha-Alpecin - Lotto NL-Jumbo - Lotto-Soudal - Movistar Team - Orica-Scott - Quick-Step Floors - Sky - Team Sunweb - Trek-Segafredo - UAE Team Emirates Equipos continentales profesionales (4)- Bardiani CSF - CCC Sprandi Polkowice - Gazprom-RusVelo - Wilier Triestina-Selle Italia |
| |

### Favoritos
Meses antes de comenzar el Giro, grandes corredores se habían marcado como objetivo ganar la "Corsa Rosa". Todos los favoritos potenciales de esta edición número 100 del Giro de Italia sólo uno levantará el trofeo Senza Fine en la Piazza Duomo en Milán el 28 de mayo. Entre los favoritos se destacan:
- Vincenzo Nibali (Bahrain-Merida), es uno de los llamados a ser el referente del Giro 100, el siciliano es el único que ha ganado dos veces el Giro de Italia (2013, 2016). Además de ser el Giro 100, el italiano destaca que una de las particularidades de esta edición es porque recorre las dos islas más importantes de Italia como lo son Sicilia y Cerdeña, que rara vez se ven en el ciclismo.[7]
- Nairo Quintana (Movistar Team), ha sido el primer colombiano en ganar el Giro de Italia, en el 2014. Consciente de esto, el ganador de la Vuelta a España en 2016, dijo que no podía faltar en la edición número 100 del Giro. Tras ganar la edición de la Tirreno-Adriático, Quintana parece ser uno de los favoritos al título. El colombiano dijo en recientes entrevistas: "El Giro es una de las mejores carreras que he corrido. Es única, muy emocionante y seguido de cerca por los aficionados. En general, en las carreras en Italia siempre lo he hecho bien y siempre he recibido mucho apoyo de los aficionados italianos que me hacen sentir muy amado: por eso me gusta correr en Italia. Este año tengo ante mí un gran reto, correr el Giro y el Tour, pero estoy seguro de que puedo luchar por la victoria en ambos".[8][9]
- Steven Kruijswijk (Team LottoNL-Jumbo), el corredor neerlandés es un especialista del Giro de Italia, el año pasado estuvo como líder de la carrera durante cinco días antes de la caída en el descenso del Col Agnel que le costó la Maglia rosa dos días antes del final del Giro. También ha sido séptimo en el 2015 y cuarto en el 2016, el corredor prometió que volvería con las mejores ambiciones para obtener la victoria del Giro 100.
- Thibaut Pinot (FDJ), ha sido el mejor joven del Tour de Francia 2014, este año ha decidido darle prioridad al Giro de Italia respecto a la carrera de casa, convencido de que el Giro se adapta mejor a sus características, especialista en la montaña y con grandes opciones en la contrarreloj, el ciclista francés tiene todas las posibilidades de pelear por el podio en el Giro de Italia centenario.
- Geraint Thomas (Team Sky), el equipo británico ha designado como capitán a este corredor que durante los últimos dos Tour de Francia ha acompañado al éxito de Chris Froome, pero finalmente Thomas optó por el Giro de Italia, que ya ha recorrido apenas cuando iniciaba en profesional con Barloworld en el 2008. El galés dirigirá el equipo británico, junto con Mikel Landa, tercero en el Giro del 2015.
- Tejay van Garderen (BMC Racing Team), el corredor estadounidense hace su debut en el Giro de Italia, tras correr el Tour de Francia, terminando en quinto lugar en 2012 y 2014. Como capitán del equipo BMC es una gran oportunidad conducir el equipo en una carrera por etapas de tres semanas, ya que el recorrido se adapta a las características del ciclista.
- Tom Dumoulin (Team Sunweb), es quizás uno de los ciclistas con mejores expectativas para el Giro de Italia centenario, con seis días vestido de Rosa en el Giro del año pasado y dos victorias de etapa en el Tour de Francia, el ciclista neerlandés tiene un solo objetivo: la clasificación general de la Corsa Rosa. Por primera vez, ha seguido una preparación específica en la altitud para esta carrera.[10]
- Ilnur Zakarin (Team Katusha-Alpecin), el corredor ruso estaba en el quinto lugar en la general del año pasado antes de la caída en el descenso del Colle dell’Agnello que le obligó a retirarse. Sobre el Giro de Italia centenario, Zakarin trae las mejores condiciones para tratar de acabar la carrera entre los cinco primeros lugares.
- Adam Yates (Orica-Scott). El joven ciclista británico, 4.º clasificado en el Tour de Francia el año pasado, será el jefe de filas del equipo australiano. Es su primera participación en esta carrera.
- Bob Jungels (Quick-Step Floors). El corredor luxemburgués será el principal rival de Yates en la lucha por la Maglia Bianca, reservada para los corredores menores de 25 años. Fue la gran revelación de la anterior edición, en la que vistió la Maglia Rosa durante 3 días y finalizó en una meritoria 6.ª posición general.

## Recorrido
El Giro de Italia dispuso de veintiuna etapas con inicio de su recorrido en el noroeste de la isla de Cerdeña, y finaliza con una contrarreloj individual en la ciudad de Milán para un recorrido total de 3614,1 kilómetros.
Después de las tres etapas de Cerdeña y el primer día de descanso-traslado, el pelotón tendrá su primera llegada en alto en la cuarta etapa en el Etna (1,892 metros de altitud), un volcán activo en la costa este de Sicilia. Más adelante en la novena etapa se sube y se llega a los apeninos centrales con la subida final de 13 km hasta llegar al Blockhaus, toda una gran final en alto con rampas de alrededor de 8% con picos de hasta el 14%.
La primera contrarreloj individual llega en la etapa 10 con 39,8 kilómetros de ascensos y descensos muy articulados. Luego las etapas llanas para los especialistas de la velocidad, será el deleite para este tipo de corredores durante las etapas once, doce y trece. Pero la etapa 14 regresa la alta montaña con final en alto en Oropa, un ascenso continuo con numerosas curvas y alcanzando rampas de alrededor de 9% de desnivel.
La semana decisiva, la última, se abre con un auténtico "Tappone", las etapas 16, 18, 19, 20, e incluye lo más icónico del Giro de Italia, con etapas de alta montaña por Mortirolo, Stelvio (Cima Coppi), Passo Umbrail, Pontives, Piancavallo y el Monte Grappa; será la cereza en el pastel de este Giro de Italia del centenario.
Por último, el Giro cierra en la ciudad de Milán con el último día, tras un largo traslado hasta el Circuito de Monza se llega al área metropolitana de Milán con una última etapa Contrarreloj individual de 29,3 kilómetros.

## Desarrollo de la carrera
| Etapa      | Fecha      | Recorrido                            | type                    | Distancia (km) | Ganador            | Líder             |
| ---------- | ---------- | ------------------------------------ | ----------------------- | -------------- | ------------------ | ----------------- |
| 1.ª etapa  | 5 de may   | Alguer – Olbia                       | etapa escarpada         | 206            | Lukas Pöstlberger  | Lukas Pöstlberger |
| 2.ª etapa  | 6 de may   | Olbia – Tortolì                      | etapa escarpada         | 221            | André Greipel      | André Greipel     |
| 3.ª etapa  | 7 de may   | Tortolì – Cagliari                   | etapa llana             | 148            | Fernando Gaviria   | Fernando Gaviria  |
|            | 8 de mayo  | Día de descanso                      | Día de descanso         |                |                    |                   |
| 4.ª etapa  | 9 de may   | Cefalú – Etna                        | etapa de montaña        | 181            | Jan Polanc         | Bob Jungels       |
| 5.ª etapa  | 10 de may  | Pedara – Messina                     | etapa llana             | 159            | Fernando Gaviria   | Bob Jungels       |
| 6.ª etapa  | 11 de may  | Regio de Calabria – Terme Luigiane   | etapa escarpada         | 217            | Silvan Dillier     | Bob Jungels       |
| 7.ª etapa  | 12 de may  | Castrovillari – Alberobello          | etapa llana             | 224            | Caleb Ewan         | Bob Jungels       |
| 8.ª etapa  | 13 de may  | Molfetta – Peschici                  | etapa de media montaña  | 189            | Gorka Izagirre     | Bob Jungels       |
| 9.ª etapa  | 14 de may  | Montenero di Bisaccia – Blockhaus    | etapa de montaña        | 149            | Nairo Quintana     | Nairo Quintana    |
|            | 15 de mayo | Día de descanso                      | Día de descanso         |                |                    |                   |
| 10.ª etapa | 16 de may  | Foligno – Montefalco                 | contrarreloj individual | 39,8           | Tom Dumoulin       | Tom Dumoulin      |
| 11.ª etapa | 17 de may  | Florencia – Bagno di Romagna         | etapa de media montaña  | 161            | Omar Fraile        | Tom Dumoulin      |
| 12.ª etapa | 18 de may  | Forlì – Reggio Emilia                | etapa llana             | 229            | Fernando Gaviria   | Tom Dumoulin      |
| 13.ª etapa | 19 de may  | Reggio Emilia – Tortona              | etapa llana             | 167            | Fernando Gaviria   | Tom Dumoulin      |
| 14.ª etapa | 20 de may  | Castellania – Oropa                  | etapa de montaña        | 131            | Tom Dumoulin       | Tom Dumoulin      |
| 15.ª etapa | 21 de may  | Valdengo – Bérgamo                   | etapa de media montaña  | 199            | Bob Jungels        | Tom Dumoulin      |
|            | 22 de mayo | Día de descanso                      | Día de descanso         |                |                    |                   |
| 16.ª etapa | 23 de may  | Rovetta – Bormio                     | etapa de montaña        | 222            | Vincenzo Nibali    | Tom Dumoulin      |
| 17.ª etapa | 24 de may  | Tirano – Canazei                     | etapa de media montaña  | 219            | Pierre Rolland     | Tom Dumoulin      |
| 18.ª etapa | 25 de may  | Moena – Ortisei                      | etapa de montaña        | 137            | Tejay van Garderen | Tom Dumoulin      |
| 19.ª etapa | 26 de may  | San Candido – Piancavallo            | etapa de montaña        | 191            | Mikel Landa        | Nairo Quintana    |
| 20.ª etapa | 27 de may  | Pordenone – Asiago                   | etapa de montaña        | 190            | Thibaut Pinot      | Nairo Quintana    |
| 21.ª etapa | 28 de may  | Autodromo Nazionale di Monza – Milán | contrarreloj individual | 29,3           | Jos van Emden      | Tom Dumoulin      |

## Clasificaciones finales
- Las clasificaciones finalizaron de la siguiente forma:[13]

### Clasificación general(Maglia Rosa)
| \| Clasificación general \| Clasificación general \| Clasificación general \| Clasificación general \| Clasificación general \| \| Ciclista \| Ciclista \| Equipo \| Tiempo \| \| \| --------------------- \| --------------------- \| --------------------- \| --------------------- \| --------------------- \| \| 1.º \| Tom Dumoulin \| Team Sunweb \| 90 h 34 min 54 s \| \| \| 2.º \| Nairo Quintana \| Movistar Team \| + 31 s \| \| \| 3.º \| Vincenzo Nibali \| Bahrain-Merida \| + 40 s \| \| \| 4.º \| Thibaut Pinot \| FDJ \| + 1 min 17 s \| \| \| 5.º \| Ilnur Zakarin \| Katusha-Alpecin \| + 1 min 56 s \| \| \| 6.º \| Domenico Pozzovivo \| AG2R La Mondiale \| + 3 min 11 s \| \| \| 7.º \| Bauke Mollema \| Trek-Segafredo \| + 3 min 41 s \| \| \| 8.º \| Bob Jungels \| Quick-Step Floors \| + 7 min 04 s \| \| \| 9.º \| Adam Yates \| Orica-Scott \| + 8 min 10 s \| \| \| 10.º \| Davide Formolo \| Cannondale-Drapac \| + 15 min 17 s \| \| \| 11.º \| Jan Polanc \| UAE Team Emirates \| + 18 min 06 s \| \| \| 12.º \| Jan Hirt \| CCC Sprandi Polkowice \| + 20 min 49 s \| \| \| 13.º \| Maxime Monfort \| Lotto-Soudal \| + 21 min 59 s \| \| \| 14.º \| Dario Cataldo \| Astana \| + 24 min 40 s \| \| \| 15.º \| Sébastien Reichenbach \| FDJ \| + 28 min 11 s \| \| \| 16.º \| Patrick Konrad \| Bora-Hansgrohe \| + 35 min 50 s \| \| \| 17.º \| Mikel Landa \| Team Sky \| + 37 min 09 s \| \| \| 18.º \| Andrey Amador \| Movistar Team \| + 37 min 49 s \| \| \| 19.º \| Hubert Dupont \| AG2R La Mondiale \| + 38 min 45 s \| \| \| 20.º \| Tejay van Garderen \| BMC Racing Team \| + 57 min 13 s \| \| |                       |                       |                  |
| |                       |                       |                  |
| Fuente: ProCyclingStats |                       |                       |                  |
| Clasificación general |                       |                       |                  |
| Ciclista | Ciclista              | Equipo                | Tiempo           |
| 1.º | Tom Dumoulin          | Team Sunweb           | 90 h 34 min 54 s |
| 2.º | Nairo Quintana        | Movistar Team         | + 31 s           |
| 3.º | Vincenzo Nibali       | Bahrain-Merida        | + 40 s           |
| 4.º | Thibaut Pinot         | FDJ                   | + 1 min 17 s     |
| 5.º | Ilnur Zakarin         | Katusha-Alpecin       | + 1 min 56 s     |
| 6.º | Domenico Pozzovivo    | AG2R La Mondiale      | + 3 min 11 s     |
| 7.º | Bauke Mollema         | Trek-Segafredo        | + 3 min 41 s     |
| 8.º | Bob Jungels           | Quick-Step Floors     | + 7 min 04 s     |
| 9.º | Adam Yates            | Orica-Scott           | + 8 min 10 s     |
| 10.º | Davide Formolo        | Cannondale-Drapac     | + 15 min 17 s    |
| 11.º | Jan Polanc            | UAE Team Emirates     | + 18 min 06 s    |
| 12.º | Jan Hirt              | CCC Sprandi Polkowice | + 20 min 49 s    |
| 13.º | Maxime Monfort        | Lotto-Soudal          | + 21 min 59 s    |
| 14.º | Dario Cataldo         | Astana                | + 24 min 40 s    |
| 15.º | Sébastien Reichenbach | FDJ                   | + 28 min 11 s    |
| 16.º | Patrick Konrad        | Bora-Hansgrohe        | + 35 min 50 s    |
| 17.º | Mikel Landa           | Team Sky              | + 37 min 09 s    |
| 18.º | Andrey Amador         | Movistar Team         | + 37 min 49 s    |
| 19.º | Hubert Dupont         | AG2R La Mondiale      | + 38 min 45 s    |
| 20.º | Tejay van Garderen    | BMC Racing Team       | + 57 min 13 s    |

### Clasificación por puntos(Maglia Ciclamino)
| Clasificación por puntos | Clasificación por puntos | Clasificación por puntos      | Clasificación por puntos | Clasificación por puntos |
| Ciclista                 | Ciclista                 | Equipo                        | Puntos                   |                          |
| ------------------------ | ------------------------ | ----------------------------- | ------------------------ | ------------------------ |
| 1.º                      | Fernando Gaviria         | Quick-Step Floors             | 325 pts                  |                          |
| 2.º                      | Jasper Stuyven           | Trek-Segafredo                | 192 pts                  |                          |
| 3.º                      | Sam Bennett              | Bora-Hansgrohe                | 117 pts                  |                          |
| 4.º                      | Daniel Teklehaimanot     | Dimension Data                | 100 pts                  |                          |
| 5.º                      | Lukas Pöstlberger        | Bora-Hansgrohe                | 98 pts                   |                          |
| 6.º                      | Tom Dumoulin             | Team Sunweb                   | 80 pts                   |                          |
| 7.º                      | Pável Brutt              | Gazprom-RusVelo               | 76 pts                   |                          |
| 8.º                      | Kristian Sbaragli        | Dimension Data                | 76 pts                   |                          |
| 9.º                      | Eugert Zhupa             | Wilier Triestina-Selle Italia | 70 pts                   |                          |
| 10.º                     | Roberto Ferrari          | UAE Team Emirates             | 70 pts                   |                          |

### Clasificación de la montaña(Maglia Azzurra)
| Clasificación de la montaña | Clasificación de la montaña | Clasificación de la montaña | Clasificación de la montaña | Clasificación de la montaña |
| Ciclista                    | Ciclista                    | Equipo                      | Puntos                      |                             |
| --------------------------- | --------------------------- | --------------------------- | --------------------------- | --------------------------- |
| 1.º                         | Mikel Landa                 | Team Sky                    | 224 pts                     |                             |
| 2.º                         | Luis León Sánchez           | Astana                      | 118 pts                     |                             |
| 3.º                         | Omar Fraile                 | Dimension Data              | 104 pts                     |                             |
| 4.º                         | Nairo Quintana              | Movistar Team               | 70 pts                      |                             |
| 5.º                         | Pierre Rolland              | Cannondale-Drapac           | 70 pts                      |                             |
| 6.º                         | Ilnur Zakarin               | Katusha-Alpecin             | 66 pts                      |                             |
| 7.º                         | Igor Antón                  | Dimension Data              | 56 pts                      |                             |
| 8.º                         | Tom Dumoulin                | Team Sunweb                 | 55 pts                      |                             |
| 9.º                         | Domenico Pozzovivo          | AG2R La Mondiale            | 54 pts                      |                             |
| 10.º                        | Thibaut Pinot               | FDJ                         | 53 pts                      |                             |

### Clasificación de los jóvenes(Maglia Bianca)
| Clasificación del mejor joven | Clasificación del mejor joven | Clasificación del mejor joven | Clasificación del mejor joven | Clasificación del mejor joven |
| Ciclista                      | Ciclista                      | Equipo                        | Tiempo                        |                               |
| ----------------------------- | ----------------------------- | ----------------------------- | ----------------------------- | ----------------------------- |
| 1.º                           | Bob Jungels                   | Quick-Step Floors             | 90 h 41 min 58 s              |                               |
| 2.º                           | Adam Yates                    | Orica-Scott                   | + 1 min 06 s                  |                               |
| 3.º                           | Davide Formolo                | Cannondale-Drapac             | + 8 min 13 s                  |                               |
| 4.º                           | Jan Polanc                    | UAE Team Emirates             | + 11 min 02 s                 |                               |
| 5.º                           | Laurens De Plus               | Quick-Step Floors             | + 1 h 12 min 56 s             |                               |
| 6.º                           | Simone Petilli                | UAE Team Emirates             | + 1 h 22 min 30 s             |                               |
| 7.º                           | Sebastián Henao               | Team Sky                      | + 1 h 37 min 00 s             |                               |
| 8.º                           | François Bidard               | AG2R La Mondiale              | + 2 h 01 min 59 s             |                               |
| 9.º                           | Aleksandr Folíforov           | Gazprom-RusVelo               | + 2 h 02 min 26 s             |                               |
| 10.º                          | Gregor Mühlberger             | Bora-Hansgrohe                | + 2 h 05 min 30 s             |                               |

### Clasificación de las metas volantes
| Clasificación de las metas volantes | Clasificación de las metas volantes | Clasificación de las metas volantes | Clasificación de las metas volantes | Clasificación de las metas volantes |
| Ciclista                            | Ciclista                            | Equipo                              | Puntos                              |                                     |
| ----------------------------------- | ----------------------------------- | ----------------------------------- | ----------------------------------- | ----------------------------------- |
| 1.º                                 | Daniel Teklehaimanot                | Dimension Data                      | 55 pts                              |                                     |
| 2.º                                 | Pável Brutt                         | Gazprom-RusVelo                     | 54 pts                              |                                     |
| 3.º                                 | Eugert Zhupa                        | Wilier Triestina-Selle Italia       | 39 pts                              |                                     |
| 4.º                                 | Fernando Gaviria                    | Quick-Step Floors                   | 32 pts                              |                                     |
| 5.º                                 | Jasper Stuyven                      | Trek-Segafredo                      | 28 pts                              |                                     |

### Clasificación de la combatividad
| Clasificación de la combatividad | Clasificación de la combatividad | Clasificación de la combatividad | Clasificación de la combatividad | Clasificación de la combatividad |
| Ciclista                         | Ciclista                         | Equipo                           | Puntos                           |                                  |
| -------------------------------- | -------------------------------- | -------------------------------- | -------------------------------- | -------------------------------- |
| 1.º                              | Mikel Landa                      | Team Sky                         | 60 pts                           |                                  |
| 2.º                              | Fernando Gaviria                 | Quick-Step Floors                | 57 pts                           |                                  |
| 3.º                              | Pierre Rolland                   | Cannondale-Drapac                | 36 pts                           |                                  |
| 4.º                              | Daniel Teklehaimanot             | Dimension Data                   | 34 pts                           |                                  |
| 5.º                              | Pável Brutt                      | Gazprom-RusVelo                  | 34 pts                           |                                  |

### Clasificación por equipos por tiempo
| Clasificación por equipos | Clasificación por equipos | Clasificación por equipos | Clasificación por equipos |
| Equipo                    | Equipo                    | Tiempo                    |                           |
| ------------------------- | ------------------------- | ------------------------- | ------------------------- |
| 1.º                       | Movistar Team             | 272 h 21 min 54 s         |                           |
| 2.º                       | AG2R La Mondiale          | + 59 min 46 s             |                           |
| 3.º                       | FDJ                       | + 1 h 19 min 56 s         |                           |
| 4.º                       | Bahrain-Merida            | + 1 h 24 min 52 s         |                           |
| 5.º                       | Cannondale-Drapac         | + 1 h 27 min 19 s         |                           |

### Clasificación por equipos por puntos
| Clasificación por equipos | Clasificación por equipos | Clasificación por equipos | Clasificación por equipos |
| Equipo                    | Equipo                    | Puntos                    |                           |
| ------------------------- | ------------------------- | ------------------------- | ------------------------- |
| 1.º                       | Quick-Step Floors         | 516 pts                   |                           |
| 2.º                       | UAE Team Emirates         | 355 pts                   |                           |
| 3.º                       | Sky                       | 323 pts                   |                           |
| 4.º                       | Bora-Hansgrohe            | 308 pts                   |                           |
| 5.º                       | Movistar Team             | 297 pts                   |                           |

### Otras clasificaciones
- Premio Azzurri d'Italia:  Fernando Gaviria (18 pts)
- Premio della Fuga:  Pável Brutt (610 km en fuga)
- Clasificación Juego Limpio "Praia a Mare":  Dimension Data (15 pts)

## Evolución de las clasificaciones
| Etapa                   |                         | Ganador _          | Clasificación general | Puntos            | Montaña              | Jóvenes           | Equipo _          |
| ----------------------- | ----------------------- | ------------------ | --------------------- | ----------------- | -------------------- | ----------------- | ----------------- |
| 1.ª etapa               | etapa escarpada         | Lukas Pöstlberger  | Lukas Pöstlberger     | Lukas Pöstlberger | Cesare Benedetti     | Lukas Pöstlberger | Bora-Hansgrohe    |
| 2.ª etapa               | etapa escarpada         | André Greipel      | André Greipel         | André Greipel     | Daniel Teklehaimanot | Lukas Pöstlberger | no otorgado       |
| 3.ª etapa               | etapa llana             | Fernando Gaviria   | Fernando Gaviria      | André Greipel     | Daniel Teklehaimanot | Fernando Gaviria  | no otorgado       |
| 4.ª etapa               | etapa de montaña        | Jan Polanc         | Bob Jungels           | André Greipel     | Jan Polanc           | Bob Jungels       | Cannondale-Drapac |
| 5.ª etapa               | etapa llana             | Fernando Gaviria   | Bob Jungels           | Fernando Gaviria  | Jan Polanc           | Bob Jungels       | Cannondale-Drapac |
| 6.ª etapa               | etapa escarpada         | Silvan Dillier     | Bob Jungels           | Fernando Gaviria  | Jan Polanc           | Bob Jungels       | Cannondale-Drapac |
| 7.ª etapa               | etapa llana             | Caleb Ewan         | Bob Jungels           | Fernando Gaviria  | Jan Polanc           | Bob Jungels       | UAE Team Emirates |
| 8.ª etapa               | etapa de media montaña  | Gorka Izagirre     | Bob Jungels           | Fernando Gaviria  | Jan Polanc           | Bob Jungels       | UAE Team Emirates |
| 9.ª etapa               | etapa de montaña        | Nairo Quintana     | Nairo Quintana        | Fernando Gaviria  | Jan Polanc           | Davide Formolo    | Movistar Team     |
| 10.ª etapa              | contrarreloj individual | Tom Dumoulin       | Tom Dumoulin          | Fernando Gaviria  | Jan Polanc           | Bob Jungels       | Movistar Team     |
| 11.ª etapa              | etapa de media montaña  | Omar Fraile        | Tom Dumoulin          | Fernando Gaviria  | Jan Polanc           | Bob Jungels       | Movistar Team     |
| 12.ª etapa              | etapa llana             | Fernando Gaviria   | Tom Dumoulin          | Fernando Gaviria  | Omar Fraile          | Bob Jungels       | Movistar Team     |
| 13.ª etapa              | etapa llana             | Fernando Gaviria   | Tom Dumoulin          | Fernando Gaviria  | Omar Fraile          | Bob Jungels       | Movistar Team     |
| 14.ª etapa              | etapa de montaña        | Tom Dumoulin       | Tom Dumoulin          | Fernando Gaviria  | Tom Dumoulin         | Bob Jungels       | Movistar Team     |
| 15.ª etapa              | etapa de media montaña  | Bob Jungels        | Tom Dumoulin          | Fernando Gaviria  | Tom Dumoulin         | Bob Jungels       | Movistar Team     |
| 16.ª etapa              | etapa de montaña        | Vincenzo Nibali    | Tom Dumoulin          | Fernando Gaviria  | Mikel Landa          | Bob Jungels       | Movistar Team     |
| 17.ª etapa              | etapa de media montaña  | Pierre Rolland     | Tom Dumoulin          | Fernando Gaviria  | Mikel Landa          | Bob Jungels       | Movistar Team     |
| 18.ª etapa              | etapa de montaña        | Tejay van Garderen | Tom Dumoulin          | Fernando Gaviria  | Mikel Landa          | Adam Yates        | Movistar Team     |
| 19.ª etapa              | etapa de montaña        | Mikel Landa        | Nairo Quintana        | Fernando Gaviria  | Mikel Landa          | Adam Yates        | Movistar Team     |
| 20.ª etapa              | etapa de montaña        | Thibaut Pinot      | Nairo Quintana        | Fernando Gaviria  | Mikel Landa          | Adam Yates        | Movistar Team     |
| 21.ª etapa              | contrarreloj individual | Jos van Emden      | Tom Dumoulin          | Fernando Gaviria  | Mikel Landa          | Bob Jungels       | Movistar Team     |
| Clasificaciones finales | Clasificaciones finales |                    | Tom Dumoulin          | Fernando Gaviria  | Mikel Landa          | Bob Jungels       | Movistar Team     |

## UCI World Ranking
El Giro de Italia otorga puntos para el UCI WorldTour 2017 y el UCI World Ranking, este último para corredores de los equipos en las categorías UCI ProTeam, Profesional Continental y Equipos Continentales. Las siguientes tablas son el baremo de puntuación y los corredores que obtuvieron puntos:
| Posición              | 1.ª | 2.ª | 3.ª | 4.ª | 5.ª | 6.ª | 7.ª | 8.ª | 9.ª | 10.ª |
| Clasificación general | 850 | 680 | 575 | 460 | 380 | 320 | 260 | 220 | 180 | 140  |
| Por etapa             | 100 | 40  | 20  | 12  | 4   |     |     |     |     |      |
| Líder                 | 20  |     |     |     |     |     |     |     |     |      |

| Clasificación | Clasificación      | Clasificación     | Clasificación | Clasificación | Clasificación | Clasificación |
| Posición      | Ciclista           | Equipo            | General       | Etapa         | Líder         | Total         |
| ------------- | ------------------ | ----------------- | ------------- | ------------- | ------------- | ------------- |
| 1.º           | Tom Dumoulin       | Sunweb            | 850           | 260           | 180           | 1290          |
| 2.º           | Nairo Quintana     | Movistar          | 680           | 176           | 60            | 916           |
| 3.º           | Vincenzo Nibali    | Bahrain Merida    | 575           | 124           | -             | 699           |
| 4.º           | Thibaut Pinot      | FDJ               | 460           | 196           | -             | 656           |
| 5.º           | Ilnur Zakarin      | Katusha-Alpecin   | 380           | 124           | -             | 504           |
| 6.º           | Fernando Gaviria   | Quick-Step Floors | -             | 452           | 20            | 472           |
| 7.º           | Bob Jungels        | Quick-Step Floors | 220           | 120           | 100           | 440           |
| 8.º           | Domenico Pozzovivo | Ag2r La Mondiale  | 320           | 40            | -             | 360           |
| 9.º           | Bauke Mollema      | Trek-Segafredo    | 260           | 12            | -             | 272           |
| 10.º          | Mikel Landa        | Sky               | 52            | 200           | -             | 252           |